# 索特那木拉布坦

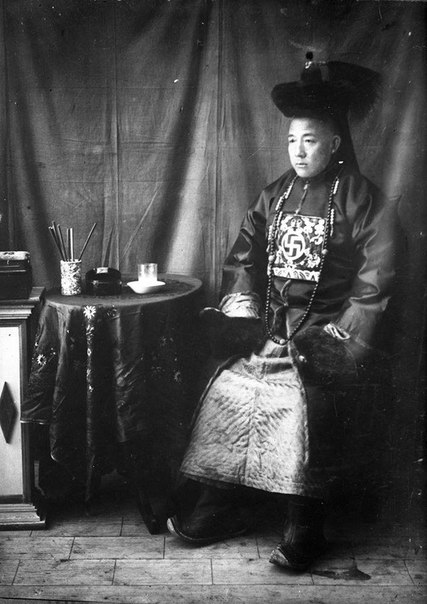
札萨克图汗索特那木拉布坦

索特那木拉布坦（1867年—1912年6月1日？）其名又译索德诺木拉布坦、索特诺木拉布坦、索特木那木坦，蒙古族，喀尔喀札薩克圖汗部人，札薩克圖汗。

## 生平
索特那木拉布坦是札薩克圖汗多爾濟帕拉瑪的次子，光绪二十四年（1898年）袭爵为札薩克圖汗。光绪二十八年（1902年），清廷予札薩克圖汗索特那木拉布坦、副將軍扎薩克輔國公洛布桑端多布獎有差。宣統二年（1910年），索特那木拉布坦任資政院欽選議員（此见《清史稿》列傳三百八 藩部四，但其他文献尚不能印证，待查）。
1911年外蒙古独立。随后，1911年12月30日，博克多汗颁布谕旨，封赏参与独立有功的王公和喇嘛，索特那木拉布坦列于第9位，谕旨称：
札萨克图汗索特那木拉布坦，赐世代坐绿围车，赏黄马褂、黄缰，并赐额尔德尼毕希勒尔图世袭名号。
1912年6月1日前后，札萨克图汗兼右翼左旗札萨克多罗郡王索特那木拉布坦被毒死在狱中。札萨克图汗由其长兄车林棍布札布继承。